# 基尔代尔街

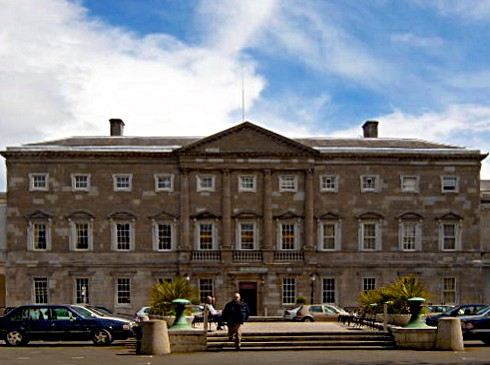
伦斯特府

基尔代尔街（英语：Kildare Street，爱尔兰语：Sráid Chill Dara）是爱尔兰首都都柏林的一条知名街道，靠近主要购物区格拉夫顿街和道森街（通过莫尔斯沃思街相连）。一些爱尔兰政府部门的办公室设在这条街上，其中最有名的是伦斯特府（Leinster House），由理查德·卡素建于1745年，现在是爱尔兰议会所在地。爱尔兰国家博物馆的考古与历史部和爱尔兰国家图书馆分别位于伦斯特府的两侧，建于1885年。
与伦斯特街的拐角处是前者基尔代尔街俱乐部，在爱尔兰分治前，这里曾是盎格鲁 - 爱尔兰新教权势的心脏。
这条街的北端是都柏林三一学院，而南端是圣斯蒂芬绿地，著名的谢尔本酒店位于东南角。法国文化协会的都柏林办事处位于基尔代尔街1号。